# Cerkiew Narodzenia Najświętszej Maryi Panny w Bolestraszycach
Cerkiew Narodzenia Najświętszej Maryi Panny w Bolestraszycach – nieistniejąca drewniana parafialna cerkiew greckokatolicka, znajdująca się w Bolestraszycach.

## Historia
Zbudowana na miejscu starszej, drewnianej cerkwi w 1908, odnowiona w 1925. Parafia należała do greckokatolickiego dekanatu przemyskiego, dawniej radymniańskiego. Po wojnie użytkowana jako kościół rzymskokatolicki, po wybudowaniu nowego kościoła została rozebrana przez parafian miejscowej parafii rzymskokatolickiej 25 lipca 2009.